# Bienkoa fedtshenkoi
Bienkoa fedtshenkoi är en insektsart som först beskrevs av Zubovski 1900.  Bienkoa fedtshenkoi ingår i släktet Bienkoa och familjen Dericorythidae.

## Underarter
Arten delas in i följande underarter:
- B. f. accola
- B. f. fedtshenkoi
- B. f. marmorata
- B. f. ornata